# Rucăr
Rucăr é uma comuna romena localizada no distrito de Argeş, na região de Muntênia. A comuna possui uma área de 300.00 km² e sua população era de 6149 habitantes segundo o censo de 2007.